# Леймі (Нью-Мексико)
Леймі (англ. Lamy) — переписна місцевість (CDP) в США, в окрузі Санта-Фе штату Нью-Мексико. Населення — 210 осіб (2020).

## Географія
Леймі розташоване за координатами 35°29′8″ пн. ш. 105°53′11″ зх. д. / 35.48556° пн. ш. 105.88639° зх. д. (35.485476, -105.886292).  За даними Бюро перепису населення США в 2010 році переписна місцевість мала площу 6,71 км², уся площа — суходіл.

## Демографія
Згідно з переписом 2010 року, у переписній місцевості мешкало 218 осіб у 108 домогосподарствах у складі 52 родин. Густота населення становила 32 особи/км².  Було 122 помешкання (18/км²).
Расовий склад населення:
| - 86,2 % — білих - 1,8 % — корінних американців - 1,4 % — азіатів - 7,3 % — осіб інших рас |

До двох чи більше рас належало 3,2 %. Частка іспаномовних становила 25,2 % від усіх жителів.
За віковим діапазоном населення розподілялося таким чином: 17,4 % — особи молодші 18 років, 67,9 % — особи у віці 18—64 років, 14,7 % — особи у віці 65 років та старші. Медіана віку мешканця становила 52,8 року. На 100 осіб жіночої статі у переписній місцевості припадало 91,2 чоловіків;  на 100 жінок у віці від 18 років та старших — 97,8 чоловіків також старших 18 років.
Середній дохід на одне домашнє господарство  становив 42 572 долари США (медіана — 52 639), а середній дохід на одну сім'ю — 64 213 долари (медіана — 65 139). За межею бідності перебувало 24,7 % осіб, у тому числі 0,0 % дітей у віці до 18 років та 0,0 % осіб у віці 65 років та старших.
Цивільне працевлаштоване населення становило 73 особи. Основні галузі зайнятості: науковці, спеціалісти, менеджери — 26,0 %, публічна адміністрація — 24,7 %, виробництво — 24,7 %.